# Pamillia behrensii
Pamillia behrensii är en insektsart som beskrevs av Philip Reese Uhler 1887. Pamillia behrensii ingår i släktet Pamillia och familjen ängsskinnbaggar. Inga underarter finns listade i Catalogue of Life.